# Cyanophrys acaste
Cyanophrys acaste is een vlinder uit de familie van de Lycaenidae. De wetenschappelijke naam van de soort is voor het eerst geldig gepubliceerd in 1865 door Otto von Prittwitz. De soort komt voor in Brazilië, Argentinië en Bolivia.

## Synoniemen
- Thecla lycimna Hewitson, 1868
- Thecla acastoides Berg, 1882
- Thecla legionis Clench, 1944
- Thecla portoena Clench, 1944
- Thecla acaste catharinensis Clench, 1944
- Cyanophrys innocuus Johnson & Le Crom, 1997
- Cyanophrys immaculus Johnson & Le Crom, 1997
- Cyanophrys nykros Bálint & Johnson, 1998
- Cyanophrys octonarius Bálint & Johnson, 1998